# Kirchlindach
Kirchlindach là một đô thị trong huyện Bern-Mittelland, bang Bern, Thụy Sĩ. Đô thị này có diện tích 11,9 km², dân số thời điểm tháng 12 năm 2020 là 3200 người.